# 绿孩子
《绿孩子》是由英国的无政府主义诗人兼评论家——赫伯特 · 里德所作，这是他唯一一部小说。 该小说写于1934年，于次年由出版商海涅曼首次发行。小说故事来源于12世纪的绿孩传说。传说有两个来历不明的绿孩出现在英国的伍尔皮特村，他们说着一口人们陌生的语言。 里德在1931年出版的《英文散文风格》一书中写道: 绿孩传说堪称“幻想小说之典范”。 
小说主人公名叫奥利弗罗，他是故事虚构的国度——南美朗科多共和国的独裁者。该小说分为了三个部分，每一部分均以主人公之死结束。每一次，奥利弗罗之死都寓示着“一次生命的升华”， 体现出该小说探寻生命意义的主题思想。

## 情节摘要
该故事分为了三部分，其中第一部分和最后一部分采用了第三人称视角，第二部分则是第一人称视角。小说故事从1861年写起，那年，南美朗科多的首领奥利弗罗假死，他伪装自己遭遇了暗杀。他回了英格兰，回到他生长的村庄。回乡当晚，奥利弗罗察觉，村庄的小溪似乎在倒流，于是他决定逆流而上，一探究竟。
奥利弗罗沿着溪流来到磨坊，那里有一扇窗亮着光，他透过窗户看到一个女人被绑在椅子上，磨坊主在逼迫她喝下刚宰的羔羊血。奥利弗罗出自本能地翻进窗户，就这样，他“跃入奇幻世界”。  起初，磨坊主没有任何抵抗，他便得以放了这个女人。通过肤色，他认出，她是萨莉。三十年前，他离开那天，有两个神秘的绿色孩子来到村庄，其中一个正是萨莉。他还认出磨坊主是克尼肖，因为这是他在乡村学校教过的学生。两人争斗中，克尼肖意外溺死在磨坊池塘。第二天早上，奥利弗罗和萨莉继续去探寻溪流源头，结果发现，尽头是一个池塘——位于村庄上方高处的沼泽里。河床里的沙子闪着银光，萨莉在水里摇摇晃晃地走着，慢慢下沉。奥利弗罗冲向她，结果二人手拉着手，没入水中。
他离开村子那时，名叫奥利弗，是一个青年教师，后来他返回家乡时，摇身一变，变成了朗科多的前首领奥利弗罗。该书第二部分便围绕着这两个时间点之间的故事展开。他起初前往伦敦，希望找到一份作家的工作，结果却在一家裁缝店当了三年簿记员。后来，他乘船来到西班牙加的斯。他不会说西班牙语，还带着一本伏尔泰（Voltaire）的书，因此被人怀疑是革命者而被捕。
西班牙国王费迪南德（Ferdinand）去世后，天下大赦，奥利弗重获自由，之后他去了布宜诺斯艾利斯（Buenos Aires） 。在那里，他被人误认为是革命特工，并被带去见了朗科多的陆军将领桑托斯。他们密谋占领该国的首都并暗杀首领。大功告成之后，“唐 · 奥利弗罗”成了议会领袖，他当上了朗科多的新独裁者。他在位长达25年。最后，他发觉在自己领导下的国家停滞不前、”道德沦丧”； 于是他开始怀念家乡，他想要逃走。为了不让别人发现他想要逃离朗科多，奥利弗罗假装自己遭遇暗杀。
这本书的最后一部分接着从奥利弗罗和莎莉消失在水下写起。他们被一个大气泡包裹起来送往水池中心，然后向上，他们到了一个大石窟中，从那，他们步行穿过一串相连的洞穴。莎莉告诉奥利弗罗，这是她和弟弟30 年前离开的故土。不久，他们遇到了她的同乡。莎莉，又名西洛恩——这是她在这里的名字，她向同乡们诉说：多年前，她和人群走散，迷了路，但现在她回来了，还带来一个“同样迷了路，想留在这的人”。人们欢迎奥利弗罗和西洛恩，让他们留下。在这，人们的生活从低到高分为不同境界：第一境教人青春的欢悦；第二境教人劳动的欢畅；第三境教人思想的欢欣；最后，最高境界，则是独自静思带来的“崇高乐趣”。  
奥利弗罗很快就厌倦了第一境的生活，他移到第二境，把西洛恩抛在了身后。在第二境，他学习如何雕琢和打磨水晶。水晶是这个地下世界最神圣的东西。最终，他获准来到最高境，这是“生命最后一站”。 奥利弗罗选了一个石窟，要在那独自度过余生，去沉思水晶雕琢后的“自然绝美”。食物和水会定期送来，他静心等候“诸德圆满”，带着“特殊的喜悦”去迎接死亡。 人们将奥利弗罗的遗体运出石窟时，遇到了另一队运送西洛恩遗体的人马。她与奥利弗罗同时寂灭。两人被安葬在一起，人们希望这样能够实现“合二为一，和谐共存”，这是绿族人逝世后的惯例。

## 类型和风格
英语教授理查德·沃森认为，《绿孩子》这部作品“无视分类”，且“故事的三个部分不连贯”、结构复杂。 小说第一部分采用了19世纪的哥特式童话风格，第二部分写了一出“传统政治冒险”，二者过渡突兀。在第二部分，主人公回忆讲述了他如何一路成为朗科多独裁者的故事。到最后一部分，作者接着第一部分来描写“绿族人的神奇地下世界”。因为小说第一部分与剩余部分文风大相径庭，所以一些评论家将其视为一部支离破碎的作品，或“'真正的'小说”。
奥利弗罗对地下世界的追求和柏拉图洞穴寓言相反。柏拉图在《理想国》寓言中写道：一群犯人关押在山洞里，只能看到墙壁，他们身后闪烁着火光，所以便只能看到墙上的光影；而哲学家则像是从山洞走出的人，能够看到投射出影子的原型。里德把这个故事颠倒过来。当西洛恩离开地下世界时，她抛弃了柏拉图式的“永恒”，而奥利弗罗跟随她回到“洞穴”，来探寻“神圣的万物本质”。
里德在书的最后几页，描述了奥利弗罗死前最后的思考，表达形式和柏拉图的《斐多篇》相似。苏格拉底认为，死亡是灵魂的归宿，而奥利弗罗希望他的身体能摆脱灵魂折磨，如水晶般坚固，与宇宙融为一体。奥利弗罗将生命而不是死亡，视为元凶，“因为它（生命）破坏了外界和谐”。 《斐多篇》最后，苏格拉底提出，我们自己的世界不过是沧海一粟，每个世界由地下河流连接起来，这与里德描写的绿族人地下世界极为相似。  而且，“几乎可以肯定”的是，里德所描绘的绿族世界受到了W·H·哈德森1887年的乌托邦小说《水晶时代》影响，在这个故事中，人们追求“超脱生死”。

## 主题
小说的主题是“辩证探索生命意义、回归生命本源”。 绿族人重视安葬逝者遗体来实现“人与宇宙合二为一”，尽管这让一些读者反感，但里德借此讽刺“传统西方宗教观念——灵魂会升到虚无的天堂”。
该手稿最初的标题为《远方内陆》，但也许是创作完第一部分时，里德将其更名为《绿孩子》，这表明小说的重点已从奥利弗罗探寻溪流源头转到绿孩子身上。  原题呼应威廉·华兹华斯（ William Wordsworth ）的《永生颂》，这部作品描述了“影响余生的童年‘美丽风光’”。
里德对精神分析感兴趣，并在著作中运用了弗洛伊德和荣格精神分析理论， ，尽管“更多的是流于形式而不是意义关键”。  奥利弗罗探索溪流源头被“喻为在心境中穿梭”，他“由前意识层面转向本我”。对奥利弗罗而言，磨坊主克尼肖代表着“潜藏在文明之下的邪恶天性”，即弗洛伊德提出的本我；而奥利弗罗则代表了自我。  30年前，奥利弗罗是克尼肖的老师。那时候，他把一个模型火车带到学校，而克尼肖故意将发条上紧弄坏火车头。奥利弗罗无法容忍这样无非生非的人，同时也因在乡村里前途渺茫而心灰意冷，第二天他便离开了。
奥利弗罗和克尼肖的冲突是荣格心理分析的一个体现，西洛恩这个人物也体现出这点。克尼肖代表“人潜意识中，人性黑暗、原始、动物性的一面”。荣格认为，面对阴影的唯一办法就是承认存在阴影，而不是像奥利弗罗30年前离开村庄那样，抑制阴影。 